# Xanthopimpla tricapus
Xanthopimpla tricapus är en stekelart som beskrevs av Henry Keith Townes, Jr. och Chiu 1970. Xanthopimpla tricapus ingår i släktet Xanthopimpla och familjen brokparasitsteklar. Utöver nominatformen finns också underarten X. t. impressa.